# Babiyachaur (Myagdi)
Babiyachaur – gaun wikas samiti w zachodniej części Nepalu w strefie Dhawalagiri w dystrykcie Myagdi. Według nepalskiego spisu powszechnego z 2001 roku liczył on 664 gospodarstw domowych i 3147 mieszkańców (1644 kobiet i 1503 mężczyzn).